# Lepidasthenia longicirrata
Lepidasthenia longicirrata is een borstelworm uit de familie Polynoidae. Het lichaam van de worm bestaat uit een kop, een cilindrisch, gesegmenteerd lichaam en een staartstukje. De kop bestaat uit een prostomium (gedeelte voor de mondopening) en een peristomium (gedeelte rond de mond) en draagt gepaarde aanhangsels (palpen, antennen en cirri).
Lepidasthenia longicirrata werd in 1923 voor het eerst wetenschappelijk beschreven door Berkeley.